# Crepluvia nuda
Crepluvia nuda är en insektsart som beskrevs av Nielson 1979. Crepluvia nuda ingår i släktet Crepluvia och familjen dvärgstritar. Inga underarter finns listade i Catalogue of Life.